# Sestiere (Rapallo)

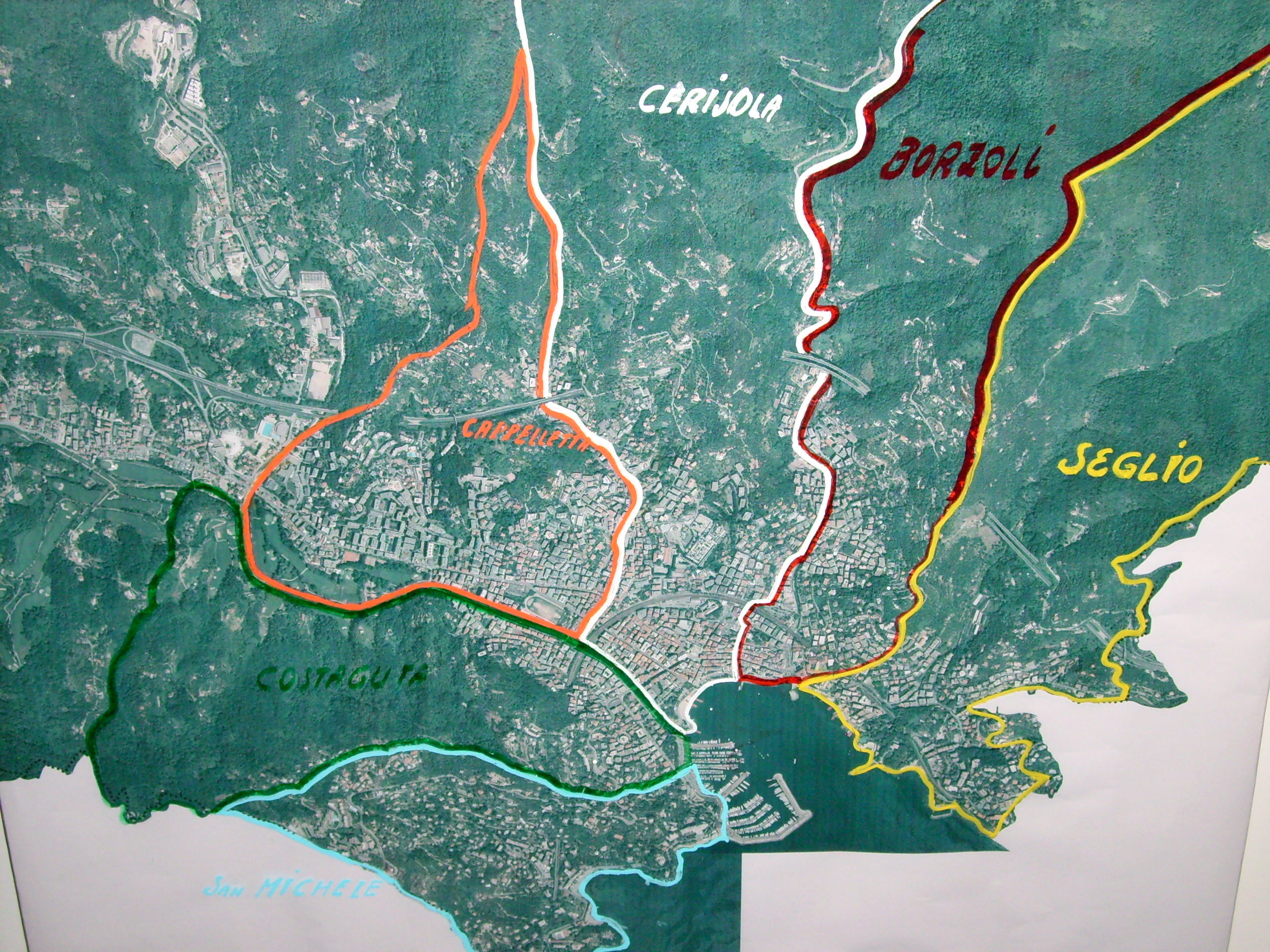
La sovrapposizione dei sestieri in una mappa geografica

I Sestieri di Rapallo (Sestê de Rapallo in dialetto locale) sono le antiche divisioni territoriali del nucleo storico della cittadina rivierasca di Rapallo, nel Tigullio. I sei sestieri cittadini sono ufficialmente riconosciuti dallo statuto comunale del Comune di Rapallo.

## Storia

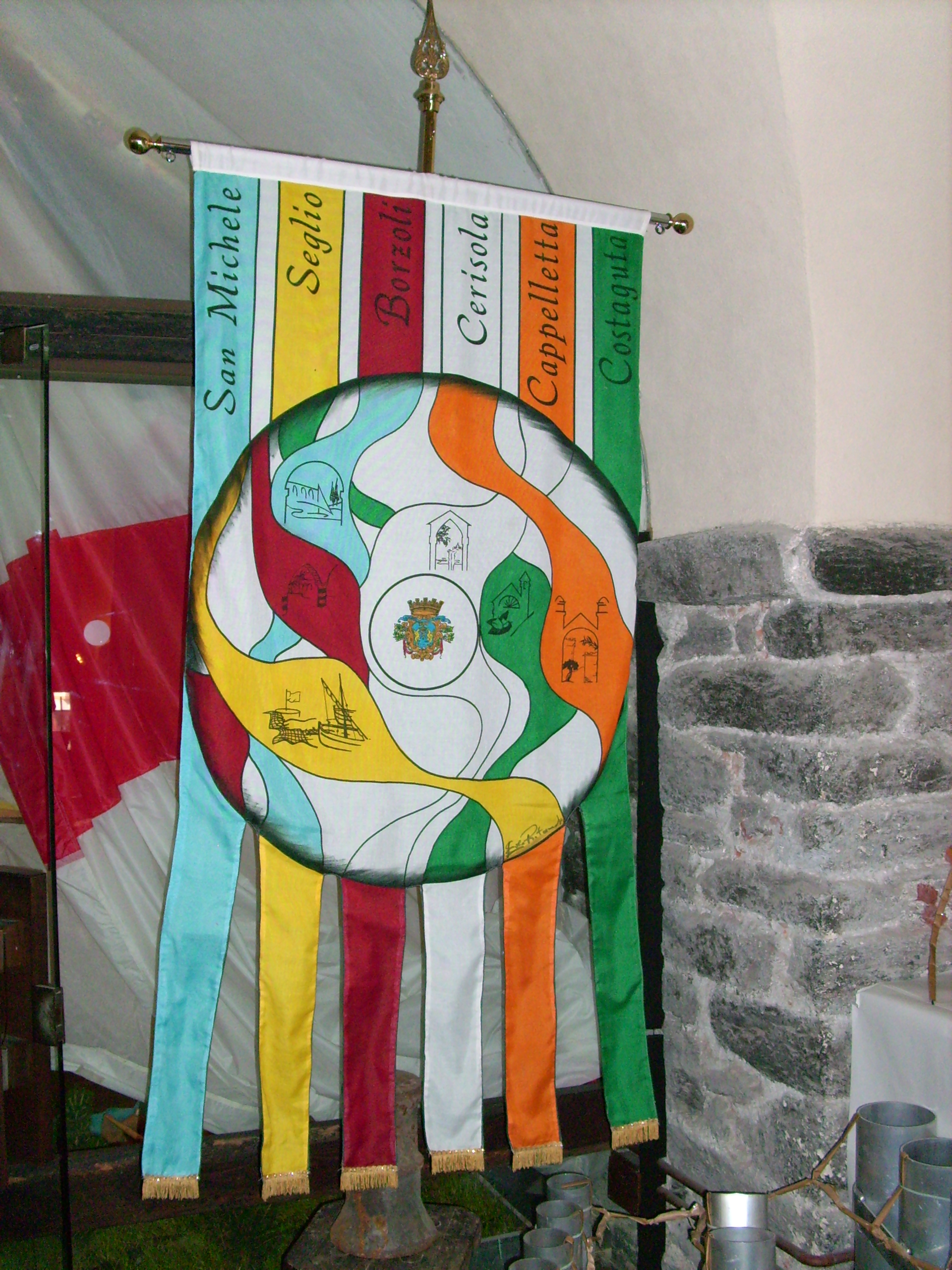
Il gonfalone dei sestieri

L'origine e la creazione dei primi due quartieri storici risalgono al Medioevo quando, nel 1143, i territori tra Rapallo e Zoagli furono divisi in due blocchi distinti; nel XIII secolo vengono istituiti, in questa parte di territorio, i quartieri di Borculi (pron. Borsuli, Borzoli in lingua italiana) e Mandulexi (pron. Manduleji, Amandolesi in lingua italiana).
Fu con la creazione della podesteria e del successivo capitaneato di Rapallo (1608), inserito nei territori della Repubblica di Genova, che il territorio comunale subì un maggiore incremento della giurisdizione annettendo borghi, villaggi e località appartenenti al precedente capitaneato di Chiavari. Nei nuovi confini geografici-politici rientrò quasi interamente la media val Fontanabuona e il Tigullio occidentale, dividendo il vasto territorio in sei principali sestieri:
- Pescino (zona sud-ovest comprendente l'attuale Santa Margherita Ligure e frazioni, Portofino);
- Olivastro (zona nord comprendente tutte le località dell'entroterra rapallese);
- Borzoli (zona sud-est comprendente anche il borgo di Zoagli);
- Oltremonte (zona est comprendente quasi interamente la media val Fontanabuona);
- Borgo (il centro storico racchiuso dalle mura).

Allo scioglimento del capitaneato, a seguito della dominazione francese (1797) di Napoleone Bonaparte, che causò tra l'altro la caduta della repubblica genovese e l'annessione della costituita Repubblica Ligure al Primo Impero francese (1805), si ridisegnarono i confini cittadini suddividendoli in sei sestieri locali: Borzoli, Cappelletta, Cerisola, Costaguta, Seglio e San Michele, divisione storica tuttora in vigore.
Dal XVII secolo, quando ufficialmente presero il via i festeggiamenti pirotecnici alla santa patrona di Nostra Signora di Montallegro, tutti i sestieri sono impegnati a turno nel celebrare la festa più importante per il comune rapallese.

## I sestieri

### Borzoli

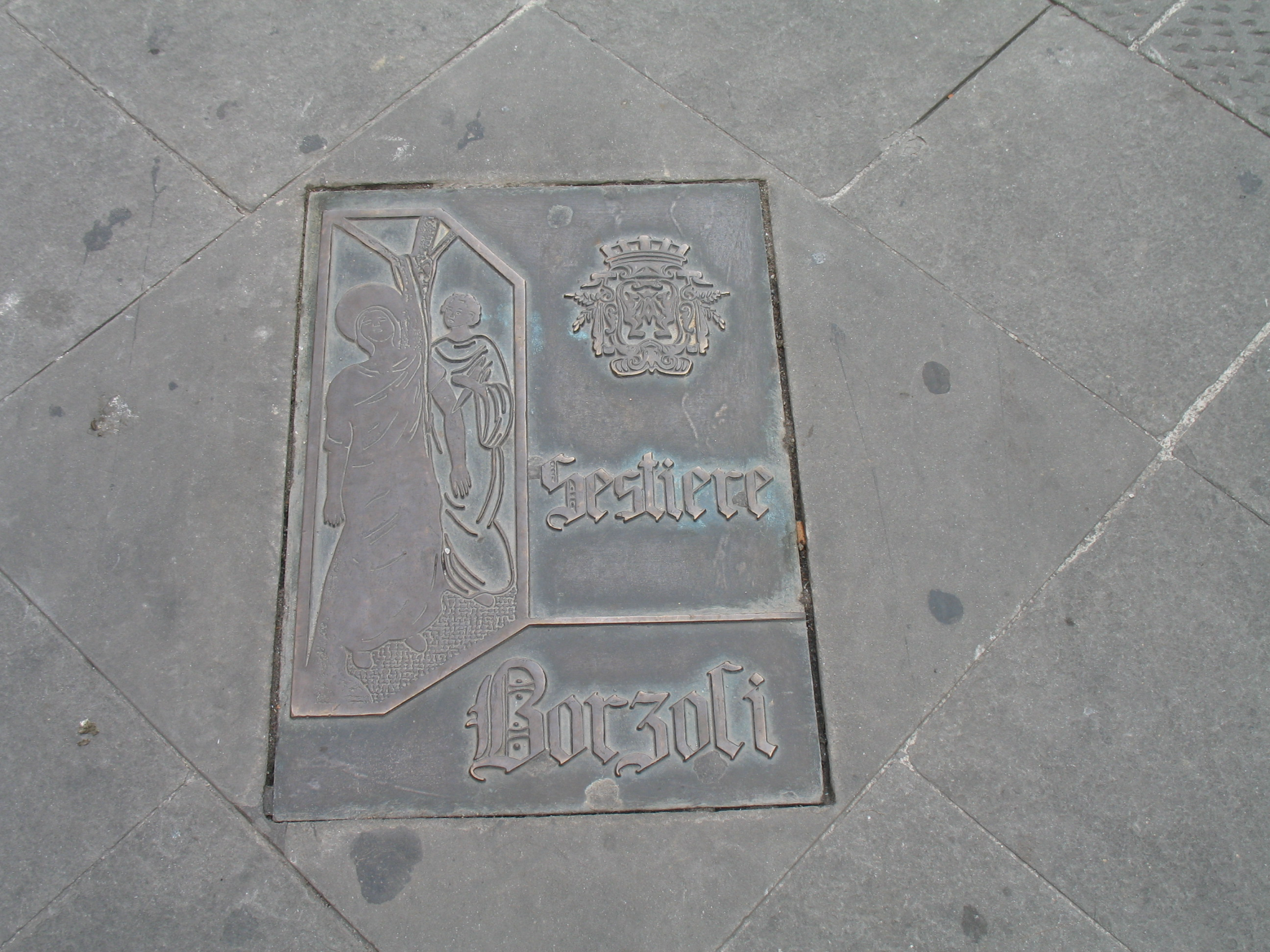
Stemma del Sestiere Borzoli

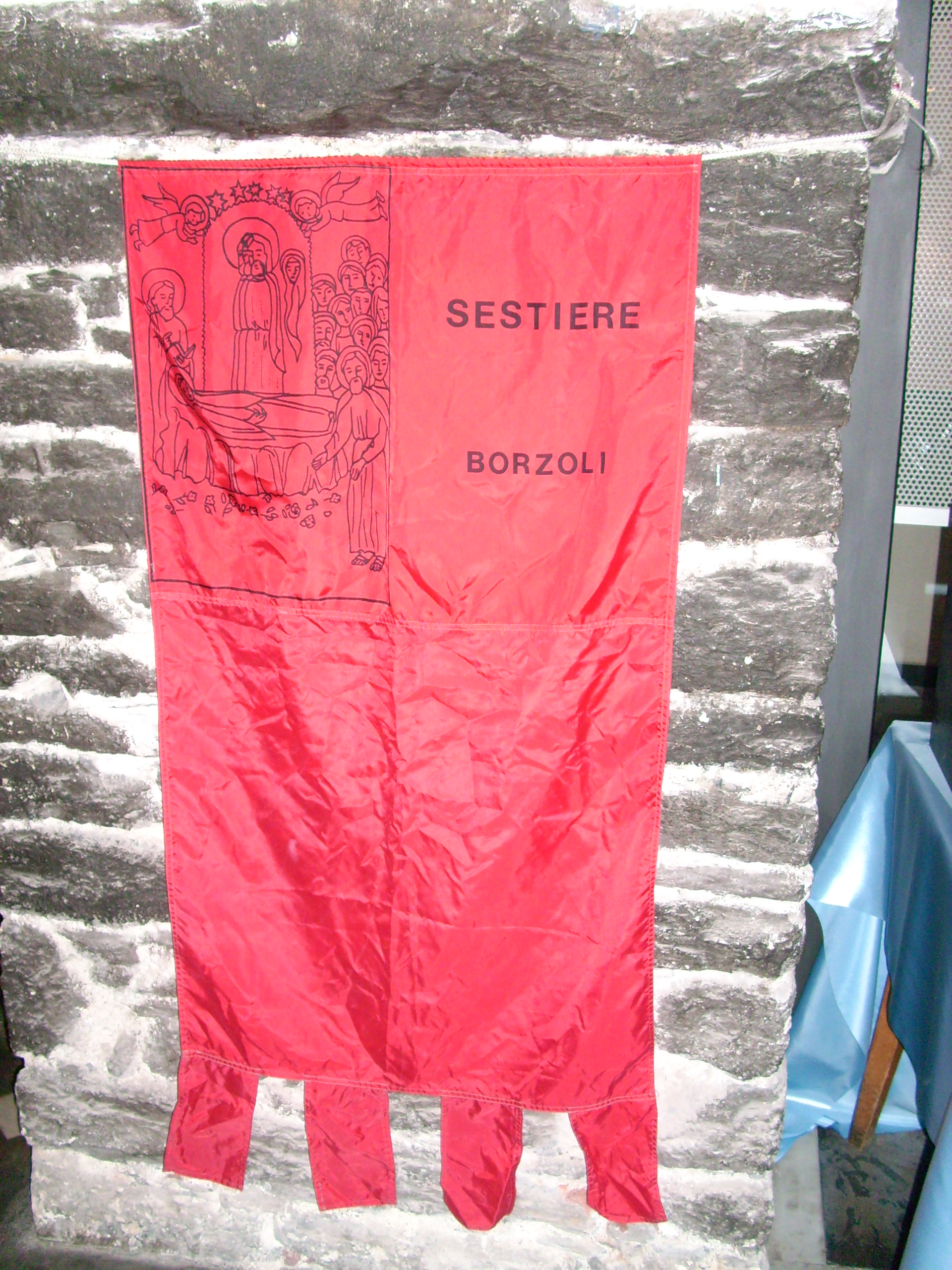
Bandiera del Sestiere Borzoli

Il sestiere è uno dei più antichi e originariamente le sue terre erano affacciate sulla costa che si estendevano fino ai confini con Chiavari. Fu presente già dal XII secolo assieme all'antico quartiere di Amandolesi e maggiore importanza l'assunse nel 1608 quando la città divenne sede dell'omonimo capitaneato; compare infatti nella nuova divisione cittadina, necessaria dopo l'annessione di nuove terre, assieme ai sestieri comprensoriali di Pescino, Olivastro, Amandolesi, Oltremonte e Borgo.
Il sestiere, oggi ridimensionato, è riuscito inoltre a mantenere nei secoli l'antico toponimo a differenza delle altre divisioni storiche che, anch'esse ridimensionate, mutarono nelle attuali nomenclature.
I territori di Borzoli sono in gran parte ubicati lungo le colline che degradano verso la sponda sinistra del torrente San Francesco, detto anche Fossato di Monte, sboccando infine verso il mare nella piccola spiaggia antistante il cinquecentesco castello sul mare. I suoi possedimenti comprendono inoltre, oltre allo stesso castello, la passeggiata a mare (lungomare Vittorio Veneto) fino al molo dello scalo dei vaporetti adiacente al Chiosco della musica in Piazza Martiri per la libertà.
L'intero territorio, confinante con i due sestieri di Cerisola e Seglio, appartiene oggi esclusivamente alla parrocchia dei santi Gervasio e Protasio. Il vessillo - di colore rosso - ritrae san Bartolomeo, santo patrono del sestiere, e la raffigurazione del quadretto bizantino Dormitio Mariae che secondo la leggenda locale fu donato dalla Vergine Maria al contadino Giovanni Chichizola nell'apparizione mariana del 2 luglio del 1557. Il colore rosso è tipico anche delle divise dei "massari", coloro che sparano nello spettacolo pirotecnico, ricordanti le insigne scarlatte caratteristiche del santo Bartolomeo.

### Cappelletta

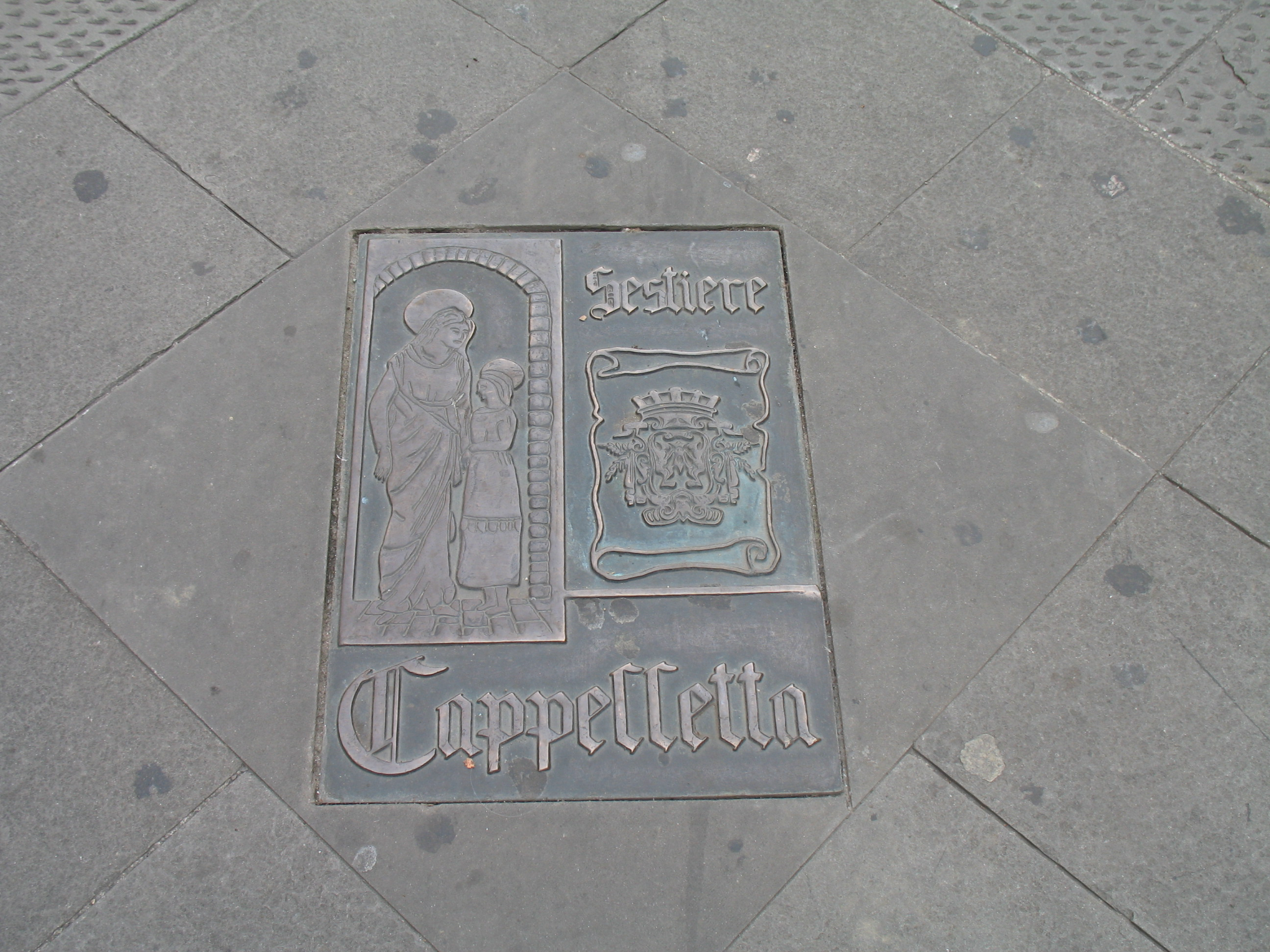
Stemma del Sestiere Cappelletta

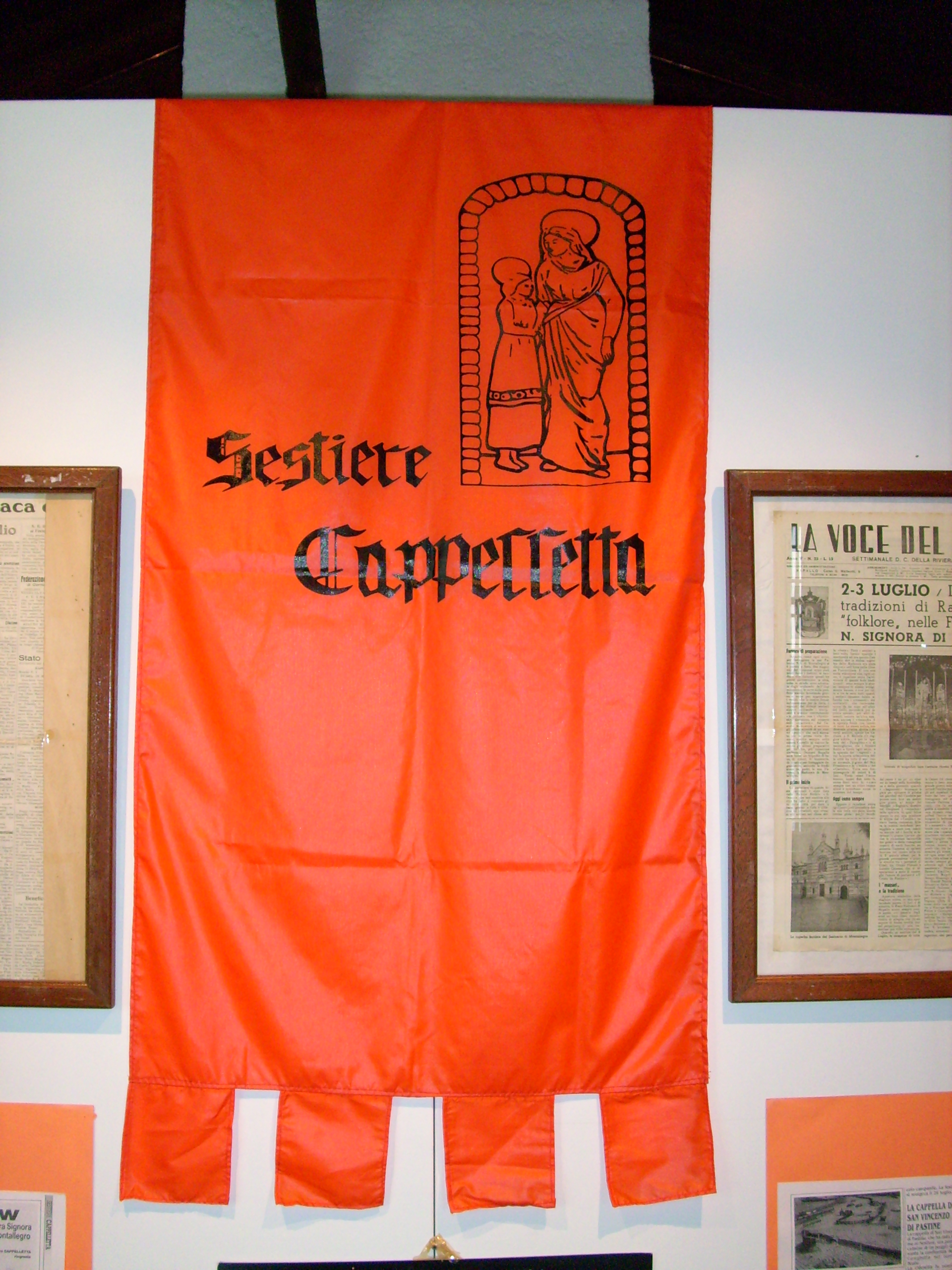
Bandiera del Sestiere Cappelletta

Così come Borzoli anche il sestiere Cappelletta è uno dei più antichi della città, originariamente inglobato nei territori dell'antico quartiere di Amandolesi sorto nel XII secolo. Nel XVI secolo appare con il toponimo de la Villa di Cappelletta, sempre inserito nel vasto sestiere cittadino. Dei sei sestieri è l'unico che non ha sbocchi diretti al mare in quanto precluso dal sestiere Cerisola.
La prima citazione ufficiale del sestiere Cappelletta appare verso la fine del XIX secolo quando venne menzionata come una delle sei cappelle che dividevano il paese. Oggi il suo territorio comprende approssimativamente la zona tra il rio Cereghetta, la zona meridionale del quartiere Laggiaro (la parte a nord è compresa nel sestiere Cerisola), il torrente Boate ed il suo affluente San Pietro. Nei confini rientra il popoloso quartiere di Sant'Anna, inglobando tra l'altro la zona del golf cittadino.
Non avendo di fatto una postazione idonea per poter sparare durante le feste patronali di luglio, a causa della massiccia urbanizzazione presente in tali quartieri, un accordo con il confinante Cerisola ha permesso al sestiere di poter usufruire della zona presso il Lido (spiaggia di Rapallo) compresa nei territori della prima.
Il vessillo - di colore arancione - raffigura sant'Anna e Maria bambina, la prima santa patrona del sestiere.

### Cerisola

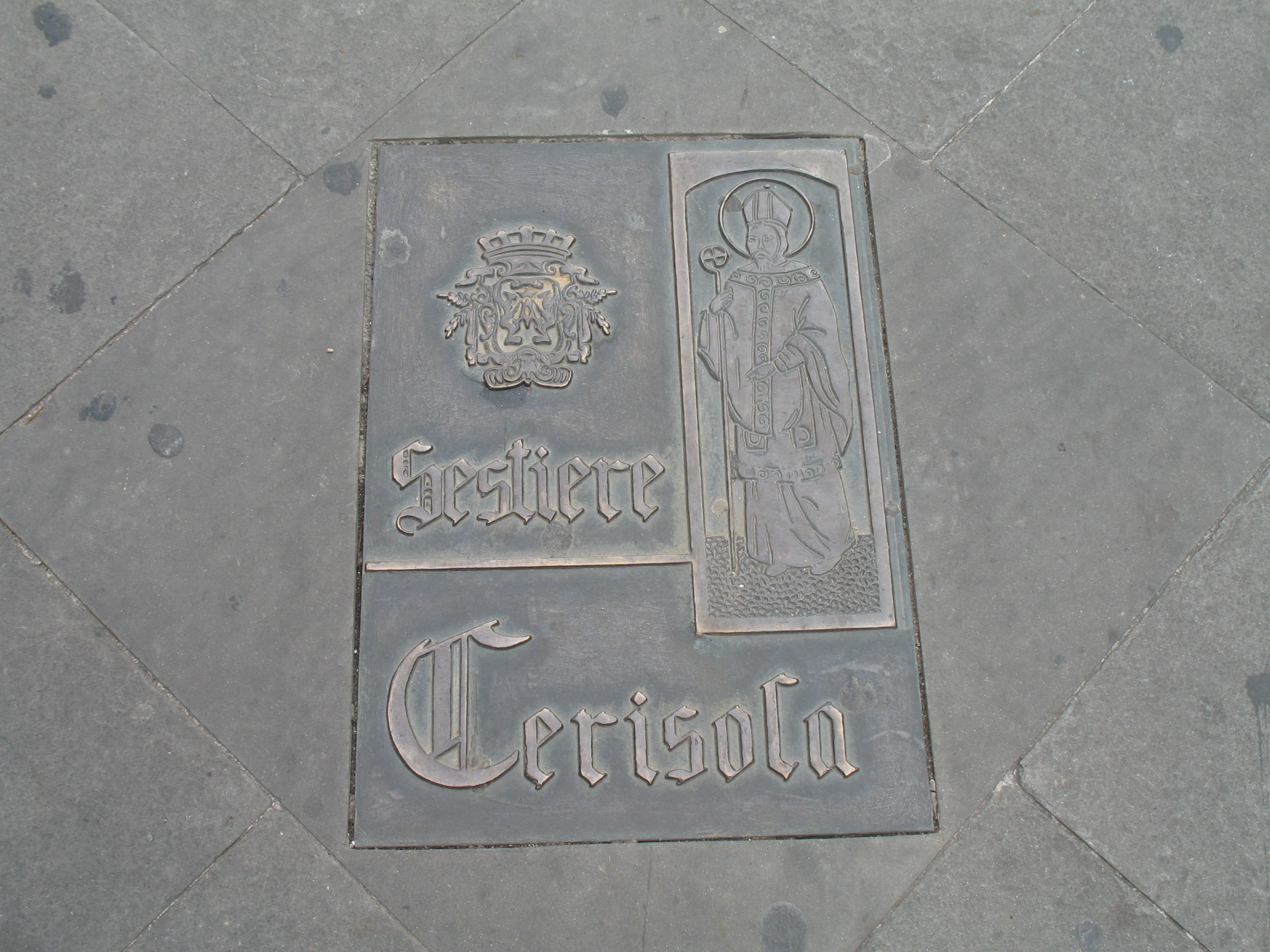
Stemma del Sestiere Cerisola

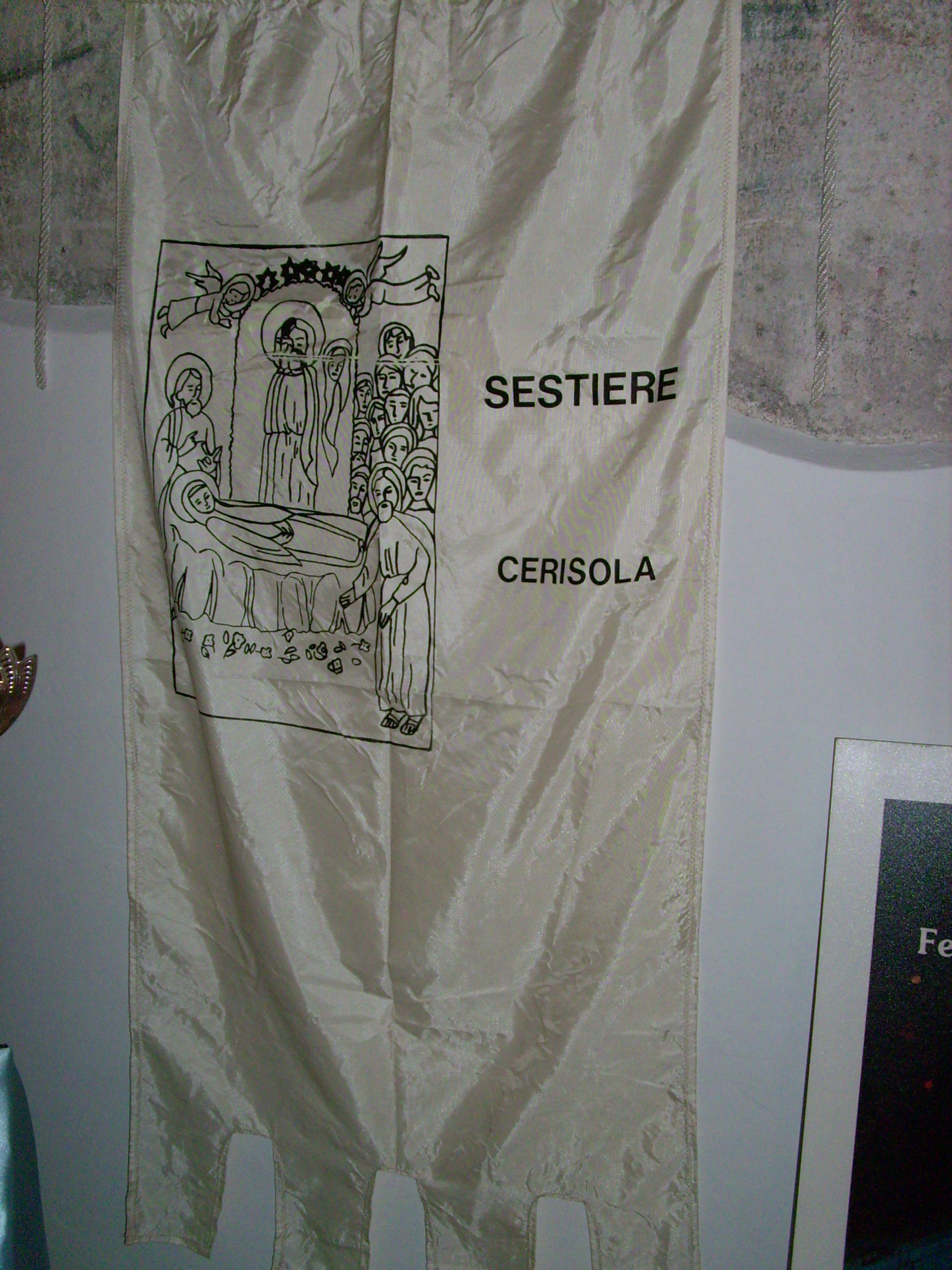
Bandiera del Sestiere Cerisola

Il toponimo Cerisola deriverebbe molto probabilmente dalla denominazione di due cappelle rurali, ancora oggi situate nel cuore dell'attuale sestiere. La nascita del sestiere si deve alla successiva scorporazione dei confini territoriali a seguito dell'istituzione del capitaneato rapallese (1608); Cerisola nacque infatti dalla divisione dei due più antichi quartieri di Rapallo, Amandolesi.
Il suo territorio è ad oggi compreso interamente nella parrocchia dei santi Gervasio e Protasio, confinando ad ovest con Cappelletta, ad est con Borzoli e a sud con Costaguta. Il confine occidentale è delimitato da tutto il corso del rio Cereghetta; la punta di Serrato (623 m) costituisce il punto più elevato del territorio e lo separa da quello delle parrocchie di San Pietro di Novella e di San Quirico, frazioni di Rapallo.
Nel sestiere sono ubicati diversi monumenti storici quali la basilica dei Santi Gervasio e Protasio, parrocchia centrale rapallese, e i due oratori dei Bianchi (oratorio dei Bianchi) e dei Neri (pieve di Santo Stefano).
Il vessillo - di colore bianco - rappresenta sant'Agostino e san Giuseppe, entrambi compatroni del sestiere, oltre alla raffigurazione del quadretto bizantino. Un documento, ritrovato nel 1991, sancisce la fratellanza storica tra il sestiere e la locale Confraternita dei Bianchi nonché il culto per il dottore della chiesa Agostino.
Tra le tante divise conservate e utilizzate di pregio è quella disegnata dal cartoonist Luciano Bottaro, scomparso nel 2006.

### Costaguta

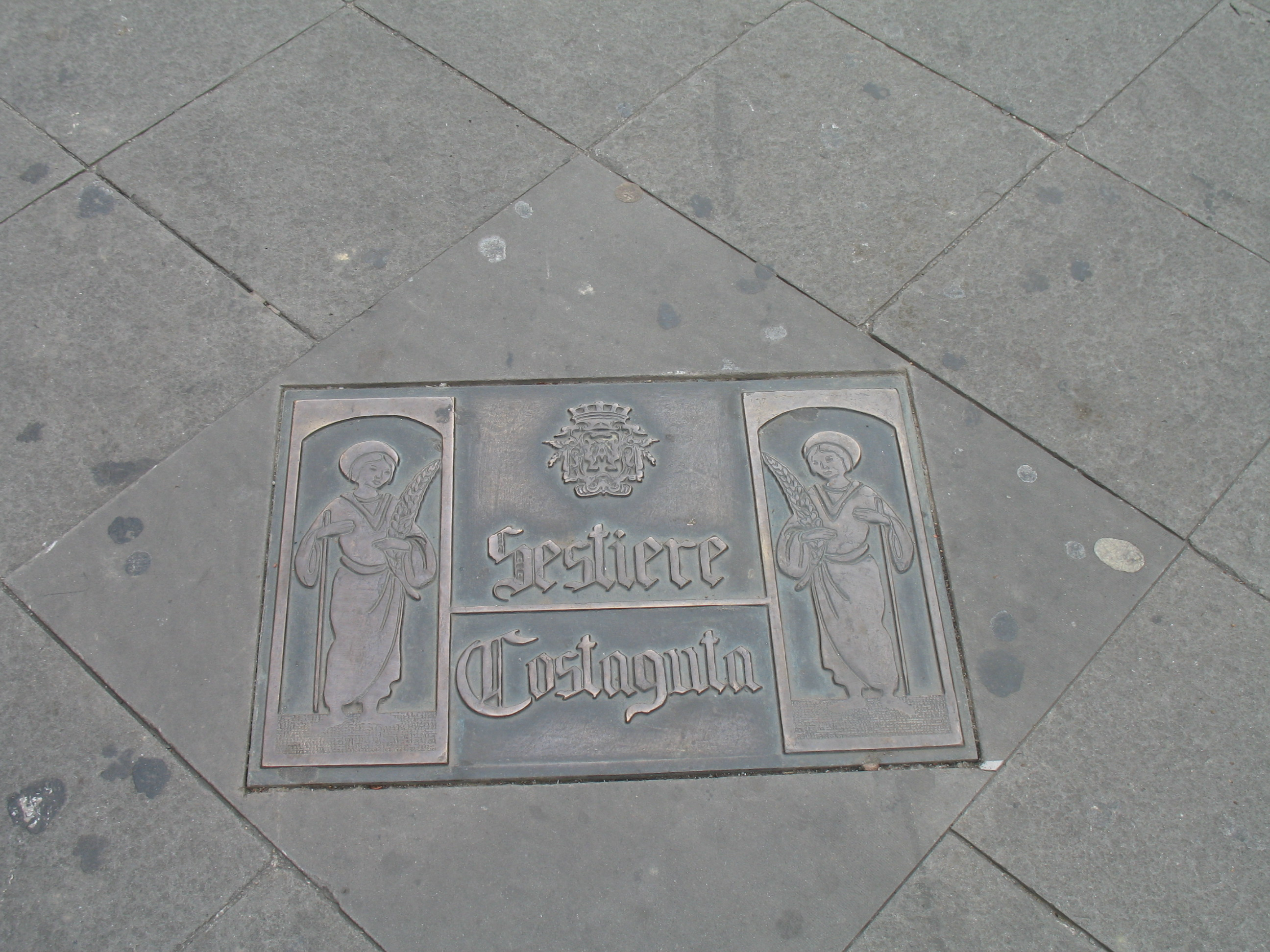
Stemma del Sestiere Costaguta

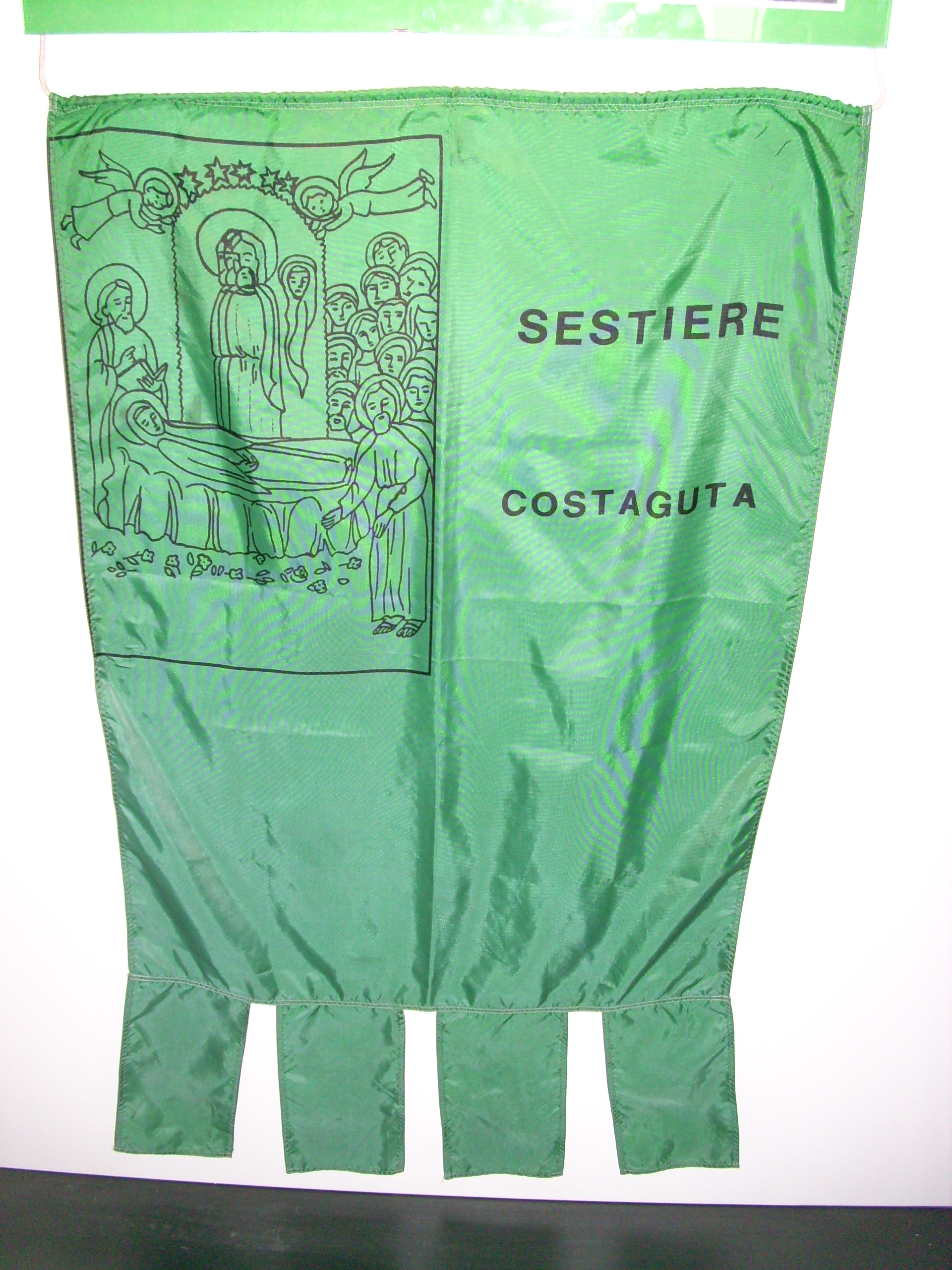
Bandiera del Sestiere Costaguta

Anticamente denominato Costa Acuta è caratterizzato, specie nel territorio che va dalla parte destra del torrente cittadino Boate, da una vasta area di ulivi e castagni. Costaguta fu in passato compreso nell'antico sestiere detto Olivastro, creato nella nuova divisione dopo la costituzione del capitaneato rapallese.
Il sestiere confina con la frazione sammargheritese di San Lorenzo della Costa e con quella rapallese di San Massimo, arrivando allo sbocco verso il mare dove oggi sorge il porto turistico. La maggior parte del suo territorio ricade oggi nei confini della parrocchia dei santi Gervasio e Protasio e, per un piccolo tratto, in quelli della parrocchia di sant'Anna con la località Ronco.
Anticamente nei suoi territori fu eretta nel 1737 una piccola chiesa, ma pochi anni dopo ridotta in rovina. Per la ricostruzione di un nuovo tempio religioso si dovette attendere il 5 agosto del 1934 quando, alla presenza delle autorità ecclesiastiche e civili, fu benedetta la nuova chiesetta dedicata ai santi Gervasio e Protasio. Secondo la leggenda locale i due santi passarono per il sestiere durante la loro opera apostolica.
L'edificio subì negli anni settanta un completo restauro, ma nel 2000 un incendio doloso danneggiò vistosamente la struttura e il dipinto posto sull'altare. Nel rogo fu rovinata inoltre l'antica e storica bandiera del sestiere datata al 1908. Oggi l'edificio si presenta completamente restaurato.
Il nuovo vessillo, di colore verde ed inaugurato nel 2005, e lo stemma rappresentano i due santi nonché la rappresentazione dell'apparizione mariana.

### Seglio

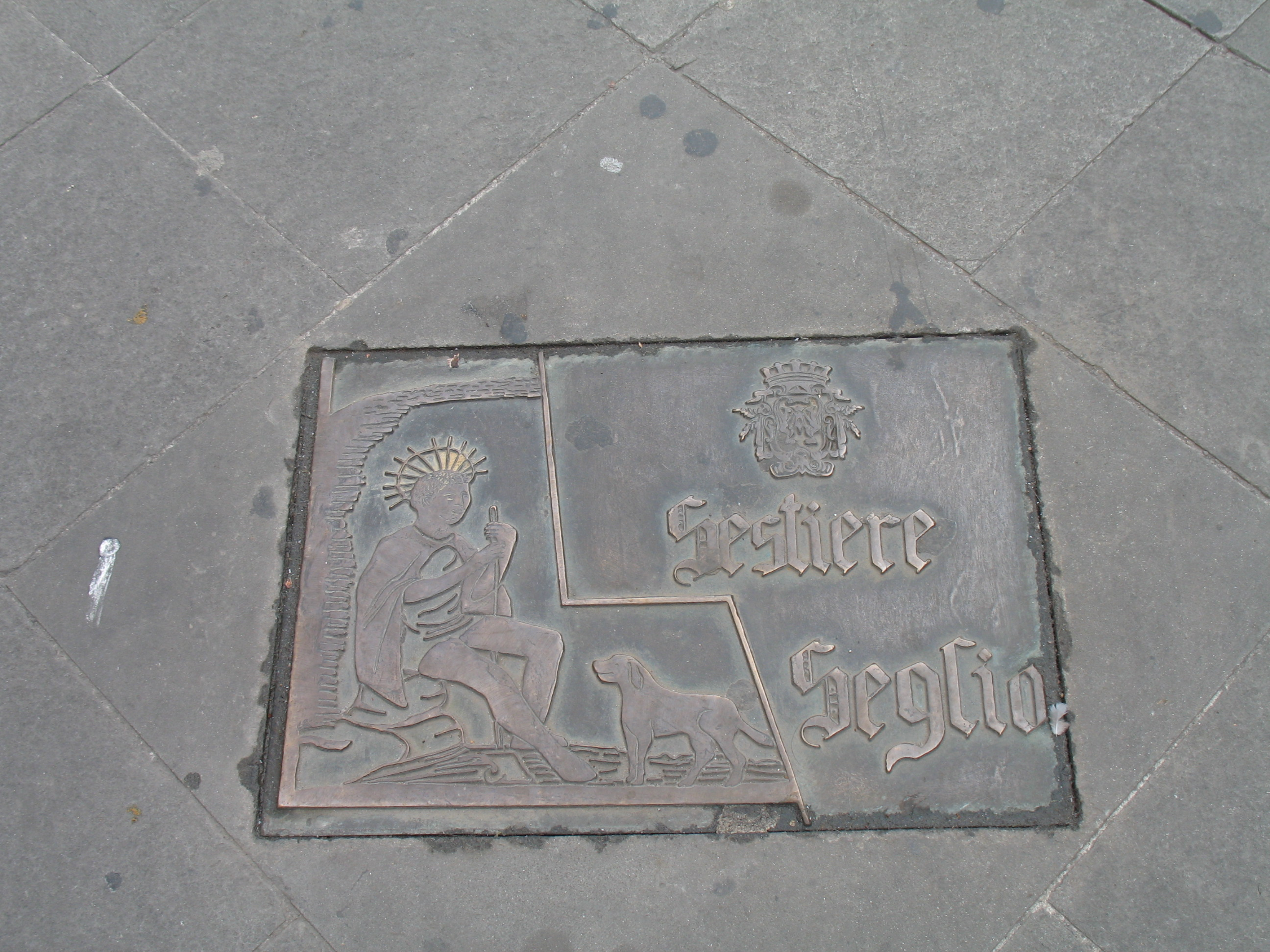
Stemma del Sestiere Seglio

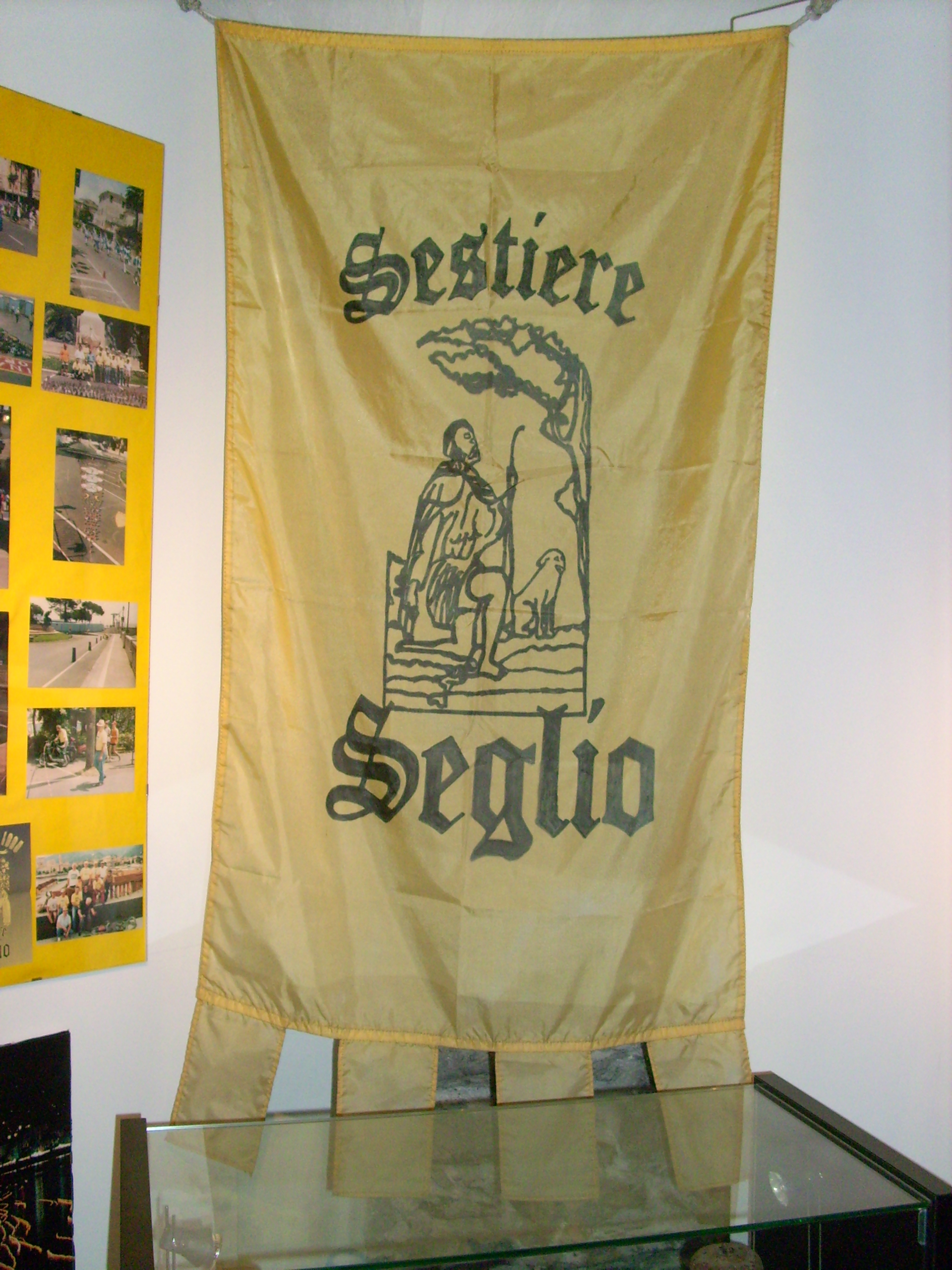
Bandiera del Sestiere Seglio

Detto anche sestiere San Rocco dal nome del suo santo patrono, fa parte della parrocchia dei santi Gervasio e Protasio occupando il settore orientale di Rapallo e al confine amministrativo con Zoagli. Il toponimo deriverebbe dal dialetto genovese seggio (tradotto in lingua italiana nella parola sedile) ricordante la conformazione del territorio.
Anticamente il sestiere faceva parte dello storico sestiere di Borzoli e tale accorpamento durò ben oltre il 1930. Nel suo territorio è presente una cappella, dapprima intitolata a santa Maria del Poggio e solo in seguito dedicata a san Rocco, costruita nel 1497 su una piccola altura; fa inoltre parte del sestiere l'antico quartiere delle Nagge, uno dei più antichi della città.
Il nuovo vessillo - di colore giallo ed inaugurato il 25 aprile del 1999 - e lo stemma rappresentano il santo Rocco, patrono del sestiere. Il colore giallo deriverebbe a seguito della pestilenza che colpì la cittadina tra il 1656 e il 1657; adiacente alla cappella era presente un ospitale dove venivano trattenuti in quarantena i viandanti transitanti per Rapallo e proprio la bandiera gialla segnalava lo stato di quarantena.

### San Michele

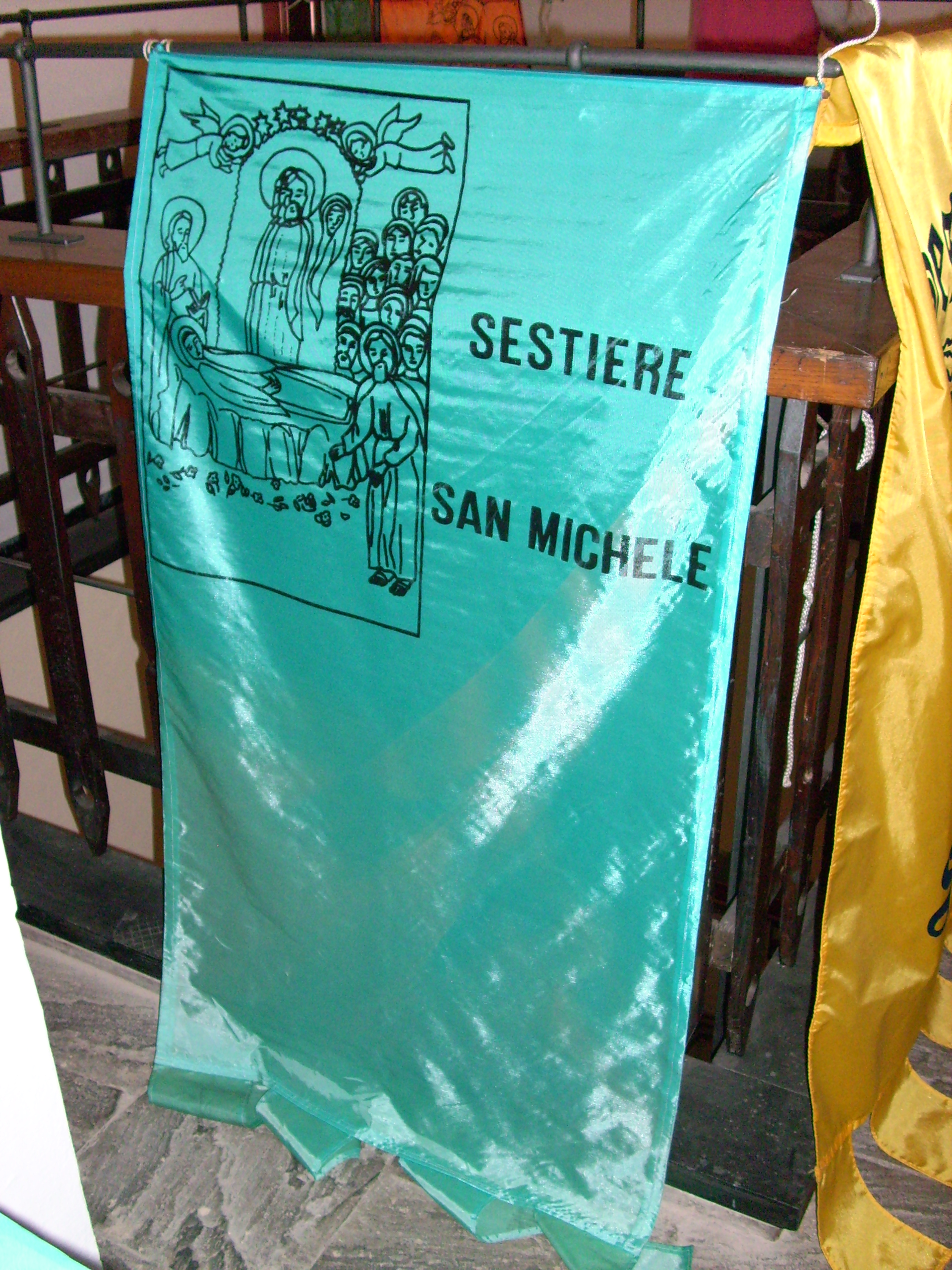
Bandiera del Sestiere San Michele

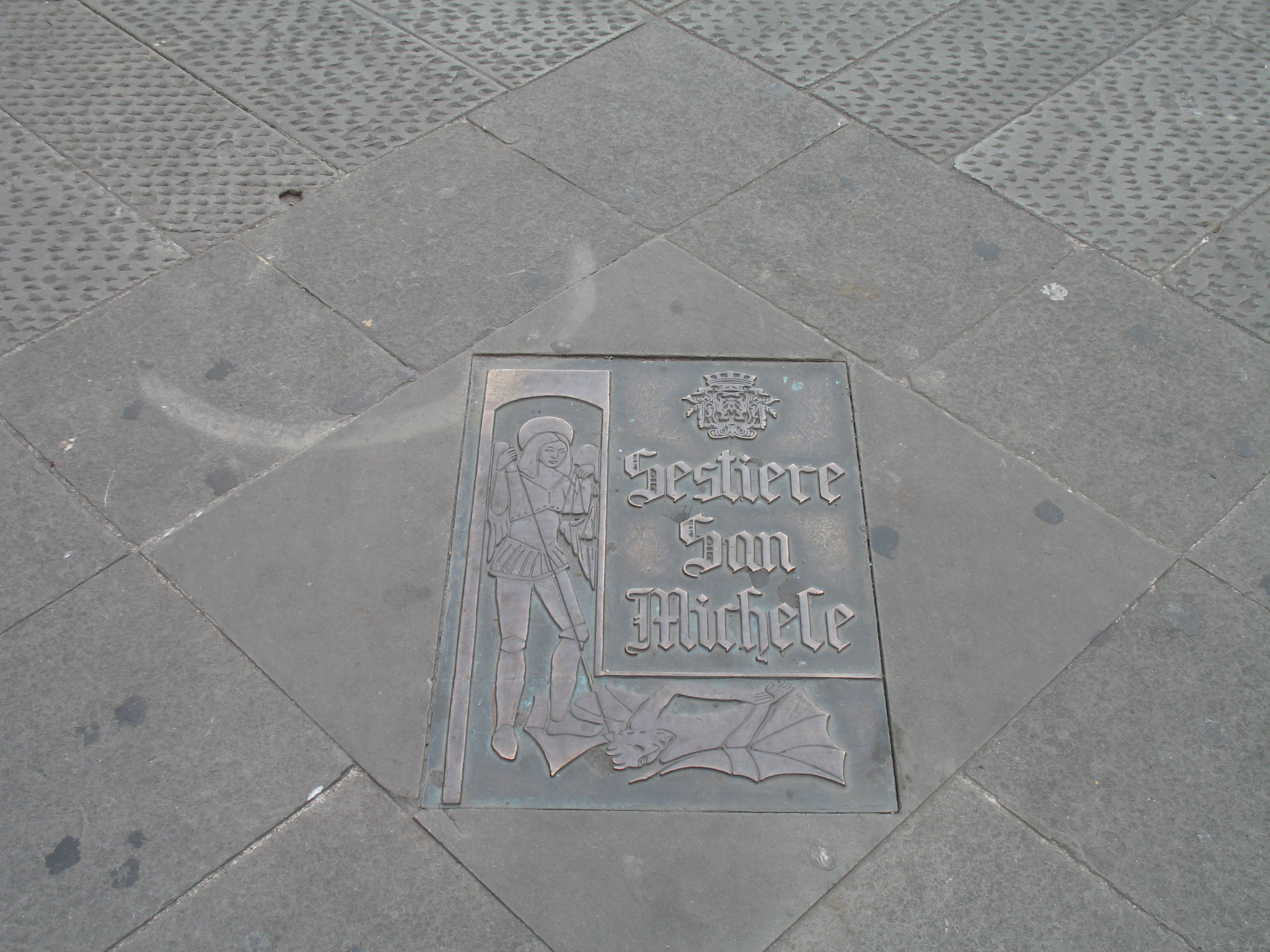
Stemma del Sestiere San Michele

Anticamente il sestiere faceva parte, come il confinante Costaguta, del sestiere Olivastro nella primitiva divisione cittadina. Il sestiere confina oggi ad ovest con il comune di Santa Margherita Ligure e ad est con Costaguta. I suoi confini rientrano nell'odierno abitato di San Michele di Pagana, unica frazione rapallese che si affaccia sul golfo del Tigullio.
Il sestiere è l'unico fra i sei che non appartiene alla parrocchia dei santi Gervasio e Protasio, bensì alla locale parrocchiale di san Michele Arcangelo, santo patrono della frazione e del sestiere.

Il vessillo - di colore azzurro - e lo stemma rappresentano il santo Michele che trafigge il diavolo.